# Brockhurst
Brockhurst est un hameau situé dans le Staffordshire en Angleterre, à 15 km au nord-ouest de Wolverhampton.
Il est aujourd'hui constitué d'une ferme, dont le bâtiment principal en briques rouges date du XVIIIe siècle, et de deux blocs de maisons mitoyennes construites en 1954. Le site est occupé depuis très longtemps, comme le prouvent les terrassements médiévaux. Ceux-ci incluent des douves carrées au sud-est de la ferme, avec une butte surélevée au centre, et un deuxième fossé situé 70 m plus loin au sud-ouest.
L'auteur Michael Raven spécule sur l'origine du nom « Brockhurst ». En anglais, « broc » dans le nom d'un endroit fait généralement référence à un ruisseau ou au blaireau. « Hurst » peut correspondre à un bois ou une colline, voire à un banc de sable sur une rivière. Étant donné qu'il n'y a pas de cours d'eau ni de colline aux alentours, on peut interpréter le nom du village comme « le bois (ou la clairière) abritant un terrier de blaireaux ».